# Alexander Vyssotsky
Alexander Vyssotsky   (Moscou, 23 de maig de 1888 - Winter Park, 31 de desembre de 1973) Aleksandr Nikolàievitx Vissotski (rus: Алекса́ндр Никола́евич Высо́тский ) va ser un astrònom rus nacionalitzat estatunidenc.. Nascut a Moscou, es va traslladar als Estats Units, on finalment es va convertir en professor a la Universitat de Virgínia i vicepresident de la Societat Astronòmica Americana.

## Biografia
Durant els seus trenta-cinc anys a l'Observatori McCormick de la Universitat de Virgínia va publicar moltes obres. La més coneguda, probablement, és un catàleg amb cinc llistes d'estrelles titulat Dwarf M Stars Found Spectrophotometrically. Aquest treball fou important a causa del fet que fou la primera llista d'estrelles pròximes que no van ser identificades pel seu moviment en el cel, sinó per les seves característiques, espectroscòpiques, intrínseques. Fins en aquest moment, la majoria d'estrelles havien estat identificades pel seu gran moviment propi; però, no totes les estrelles apropades al Sol tenen un gran moviment propi, i aquest criteri de selecció causà un biaix de Malmquist en els estudis abans del catàleg de Vyssotsky. L'estudi de Vyssotsky va ser duit a terme a l'observatori McCormick usant l'astrògraf Cooke de 10 polzades, donat per la Carnegie Institution for Science i reformat per J.W. Fecker. Va ser usat amb un objectiu prisma, que proporcionà espectres que podien ser presos de totes les estrelles situades en el camp d'observació de forma simultània. Els espectres permeteren a Vyssotsky i els seus col·laboradors classificar les estrelles d'acord amb la temperatura i la gravitació a la superfície de les estrelles, i pogueren identificar milers d'estrelles M nanes que són febles intrínsecament i, per tant, eren visibles en el telescopi de 10 polzades.
Vyssotsky va passar la seva joventut a Moscou, on va treballar en un observatori important. Va servir a l'exèrcit rus i va participar en la Primera Guerra Mundial, on va utilitzar els seus coneixements de francès, anglès i alemany per traduir les comunicacions de ràdio interceptades. Després de la Revolució d'Octubre es va unir al moviment blanc anticomunista, i després de la seva derrota es va escapar a Turquia i després a Tunísia, on va treballar com a professor de ciències. El 1923 es va traslladar als Estats Units, on el 1929, es va casar amb l'astrònoma Emma T. R. Williams, que era de Filadèlfia. Ella va ser la seva col·laboradora científica durant més temps. Varen tenir un fill: Victor A. Vyssotsky (un matemàtic i científic de la computació) que va participar en el projecte Multics i creador del joc d'ordinador Darwin.
L'any 1929, es va casar amb l'astrònoma Emma T. R. Williams, que era de Filadèlfia. Ella va ser la seva col·laboradora científica durant més temps. Varen tenir un fill: Victor A. Vyssotsky (un matemàtic i científic de la computació) que va participar en el projecte Multics i creador del joc d'ordinador Darwin.